# Jaume Garcia (arxiver reial)
Jaume Garcia (Barcelona, principis del segle XV - Barcelona, 1475) fou historiador i Arxiver Reial de l'Arxiu Reial de Barcelona (1440-1475).

## Biografia
Era fill de l'Arxiver Reial de l'Arxiu Reial de Barcelona en Diego Garcia. Succeí el seu pare Dídac García en el càrrec d'arxiver de la Corona d'Aragó, amb qui havia treballat com a coadjutor l'any 1436 i redactat plegats diversos índexs.
L'any 1436 esdevingué coadjutor del seu pare, l'arxiver reial Diego Garcia. Tots dos procedien de l'escrivania reial i a l'Arxiu Reial de Barcelona dugueren a terme la redacció de diversos índexs. A la mort del seu pare, l'any 1440, el succeí en el càrrec.
Durant la Guerra civil catalana el proclamat comte de Barcelona Renat d'Anjou (1466-1472) li encarregà la redacció d'un “Llibre de les batalles”, que no degué arribar a escriure. Morí el 1475 a causa de la pesta.
Jaume Garcia fou amic i col·laborador de l'humanista Pere Miquel Carbonell, que el succeí en el càrrec l'any 1476. Miquel Carbonell l'inclogué en el seu catàleg de catalans il·lustres, De uiris illustribus catalanis. Carbonell en ressalta la seva tasca de transcriptor de còdexs i que va conrear els studia humanitatis i que va ser estudiós de la gramàtica. També n'elogia la seva tasca com a historiador, tot i que no se'n té referències de la seva obra en aquest camp, tret de la seva participació en la Genealogia i la possible autoria de l'Anologia (arbre genealògic).

## Obres
- Genealogies dels comtes de Barcelona; continuades per l'arxiver Jaume Garcia i per Pere Miquel Carbonell (1496)
- Genealogia regum Nauarre et Aragonie (manuscrit 246 de la Biblioteca de Catalunya).
- Anologia dominorum regum Aragonum (Memorial 32 de l'Arxiu de la Corona d'Aragó).